# نظام الأصدقاء
نظام الأصدقاء هو إجراء يعمل فيه فردان، «الأصدقاء»، معًا بمثابة وحدة واحدة حتى يتمكنوا من مراقبة ومساعدة بعضهما بعضًا. وفقًا لميريام وبستر، يعود أول استخدام معروف لعبارة «نظام الأصدقاء» إلى عام 1942. ويستمر ويبستر في تعريف نظام الأصدقاء بأنه «ترتيب يجري فيه إقران شخصين، كما هو الحال بالنسبة للسلامة المتبادلة في حالة خطرة الوضع». يعمل نظام الأصدقاء بنحو أساسي معًا في أزواج في مجموعة كبيرة أو بمفردهم. يتعين على كل من الأفراد القيام بالمهمة. يمكن أن تكون المهمة هي التأكد من انتهاء العمل بأمان، أو التأكد من أنه يجري نقل التعلم بنحو فعال من فرد إلى آخر.

## مزايا
في الأنشطة التي تنطوي على المغامرة أو الخطرة، غالبًا ما يكون هنالك حاجة إلى رفقاء، فإن الفائدة الرئيسية للنظام هي تحسين السلامة؛ قد يكون كل منهما قادرًا على منع الآخر من أن يصبح ضحية أو إنقاذ الآخر في أزمة.
عندما يجري استخدام هذا النظام جزءًا من التدريب أو تحريض الوافدين الجدد على مؤسسة ما، فإن الأصدقاء الأقل خبرة يتعلمون بسرعة أكبر من الاتصال الوثيق والمتكرر مع الرفيق المتمرس، مقارنةً بالعمل بمفرده.

## منظمات
يجري استخدام نظام الأصدقاء في القوات المسلحة الأمريكية، ويشار إليه بأسماء مختلفة في كل فرع («الجناح» في سلاح الجو، و«رفاق المعركة» في الجيش، و«رفقاء السفينة» في البحرية)، إضافةً إلى الكشافة الأمريكية، وفتيات الكشافة في الولايات المتحدة الأمريكية يجري استخدامه أيضًا من قبل المنظمات الدينية، مثل كنيسة LDS. يشكل الأعضاء في مهمة رفقة تتكون من اثنين أو -أحيانًا- أكثر من المبشرين، ولا يُسمح لهم بالبقاء بمفردهم مدة عامين: «ابقوا معًا. لا تكن بمفردك أبدًا. من المهم جدًا أن تبقى مع رفيقك في جميع الأوقات».
يستخدم نظام الأصدقاء في تعريف الموظف الجديد للمساعدة على الإجراءات الشكلية في المنظمة. يمكن أن تكون الفترة من شهر إلى شهرين. يساعد الصديق على تأقلم الموظف الجديد مع الثقافة وجوانب العمل اليومية، في فترة زمنية أقصر. يساعد الصديق الموظف الجديد على أن يصبح على دراية بممارسات الإدارة والثقافة التنظيمية في فترة أقصر. الغرض من تعيين موظفين جدد مع الأصدقاء هو المساعدة على الترحيب بالموظفين وإعادة تأكيد قرارهم بالانضمام إلى المنظمة. إنه يزود الموظفين الجدد بنقطة اتصال واحدة موثوقة ومتحمسة لأسئلتهم الأساسية المتعلقة بتجربة عملهم. يعد نظام الأصدقاء طريقة فعالة لتوفير الدعم ومراقبة الإجهاد وتعزيز إجراءات السلامة.
يستخدم نظام الأصدقاء أيضًا بنحو غير رسمي من قبل الأطفال في سن المدرسة، خاصةً في الرحلات الميدانية. يوفر تعيين صديق لكل طالب مقياسًا إضافيًا للسلامة ويزيل بعض عبء مراقبة عدد كبير من الأطفال في بيئة غير مألوفة من البالغين المشرفين.
يشجع نظام الأصدقاء الحوار المفتوح والفعال بين الأقران ويميل إلى كسر الحواجز الاجتماعية مع زملائهم في الفصل. يساعد في خلق بيئة تعليمية تعاونية يشعر فيها الأقران بقدر أقل من التردد في طرح الأسئلة. يمكّن هذا الطلاب من تطوير الشبكات الاجتماعية والخبرات عبر الثقافات. يوفر دعمًا فعالًا للطلاب «المعرضين للخطر»، ولخفض معدل التناقص في مستوى التعليم العالي.

## التعليم

### فوائد نظام الأصدقاء
نظام الأصدقاء في المدرسة هو المكان الذي يجري فيه إقران الطفل بطفل آخر، عادةً ما يكون أكبر سنًا وذو قدرات أعلى. يساعد نظام الأصدقاء على تعزيز الصداقة، ودعم أفضل للدورات الدراسية، والاحتياجات السلوكية والاجتماعية، ويمكن أن يعزز شعورًا أكبر بالانتماء ومجتمع مدرسي أكثر شمولًا. ينشأ الطلاب صداقات تمكن «رفاقهم» الأكبر سنًا والأصغر من الارتباط بنحو أوثق مع مدرستهم، ما يزيد من احتمالية وجود سلوك مدرسي أكثر إيجابية واستجابة إيجابية تجاه التعلم لجميع الطلاب.
يساعد نظام الأصدقاء الطلاب الذين يبدؤون في مدرسة جديدة في الحصول على تجربة ترحيب من البداية. يتعلم الأطفال الأكبر سنًا تحمل المسؤولية، بينما يعلم الأطفال الأصغر سنًا أن لديهم زميلًا يمكنهم اللجوء إليه بثقة للحصول على الدعم. يمكن أن تتمتع أنظمة الأصدقاء في المدارس بفوائد عديدة، مثل تعزيز بيئة شاملة للجميع، وقبول أفضل للاختلافات، وتعزيز ضبط النفس بنحو أفضل، وتوسيع نطاق التفاعل التواصلي مع الأقران، وانخفاض المشكلات السلوكية، وحتى النضج الشخصي أو النمو في التطلعات المهنية. يؤثر نظام الأصدقاء بنحو إيجابي في ثقافة المدرسة، ويؤثر بنحو كبير في الطالب المضطرب، وكذلك على الصديق الأكبر سنًا. يتعلم الطلاب من أقرانهم، ويتشاركون، ويتعلمون بنحو تعاوني. يشارك الطلاب بنشاط مع بعضهم بعضًا، ويستمتعون بالبيئة غير الرسمية، ويشعرون بالراحة في المناقشة مع الزملاء بدلًا من المعلم. إن فرصة المشاركة النشطة، وإزالة الشكوك والمناقشات تساعد الطلاب على مواصلة الدراسات أو الأنشطة بفرح، ويخلق عمقًا في الموضوع. [بحاجة لمصدر] يساعد نظام الأصدقاء على زيادة الثقة بالنفس لجميع المشاركين في النظام، وتساعد العملية على بناء الثقة والتعاون داخل الأفراد. يفيد الرفاق والمتعلمون والمدرسة/الجامعة وأولياء الأمور أيضًا. يتعلم الرفاق المشاركون أيضًا مهارات القيادة، ويمكنهم بدورهم من تولي دور القائد الصديق. يساعد نظام الأصدقاء على تقليل مستوى الإجهاد لدى المتعلم. إنه يقلل من مستويات القلق الذي يعاني منه الطلاب الذين يعانون من التعامل مع مواد الدورة التدريبية أو مع المدرسة/الجامعة عمومًا. «تهدأ إلى حد ما»، يشرح جيم وينسلو، دكتوراه، متخصص في علم الأعصاب السلوكي وعلم العقاقير ورئيس المعهد الوطني للصحة العقلية (NIMH)، برنامج البحوث داخل الجسد، غير الإنسان الرئيسي.
يتعاون المعلمون في المدارس التقدمية لتحسين تعلم طلابهم، وتعلمهم. يمنح الاستقلال لجميع الطلاب، ويزيد من احترام الذات وقبول الأقران. يصبح الأطفال حماة لبعضهم بعضًا. تنص كريستين هوجان على أن نهج نظام الأصدقاء مناسب جدًا لدراسات السلوك التنظيمي، التي تضيف إلى مجموعة استراتيجيات التعلم للطلاب. لا تعمل هذه التقنية مع أقرانهم من الأمة نفسها فحسب، بل أثبتت أيضًا أنها ذات أهمية خاصة للطلاب الأجانب.

## أنواع الاقتران
هنالك العديد من أنماط الاقتران: الطلاب المقبولين حديثًا المقترن بالطلاب الأكبر سنًا، وطلاب المدارس الابتدائية ذوو التحصيل المنخفض المقترن بطلاب المدارس الابتدائية المتفوقين، والمراهقين ذوو الإعاقة السلوكية المقترنين بالبالغين، والأطفال المصابون بالتوحد مع الأطفال الذين يعانون من نمط عصبي،، وأطفال معاقون بشدة مرتبطون بأطفال مصابين بالنمط العصبي، وطلاب جامعيون -أيضًا- مرتبطون بطلاب ما بعد البكالوريوس.